# كارل هوشكينغ
كارل هوشكينغ (بالإنجليزية: Karl Hocking)‏ هو لاعب اتحاد الرغبي بريطاني، ولد في 9 يونيو 1975 في بريدجند ‏ في المملكة المتحدة.